# Vol EgyptAir 864
Le 25 décembre 1976, le Boeing 707 effectuant le vol EgyptAir 864, un vol international régulier reliant l'aéroport Léonard-de-Vinci de Rome Fiumicino à l'aéroport international de Tokyo-Haneda, avec plusieurs escales prévues au Caire, à Bombay et à Bangkok, s'écrase dans une zone industrielle à proximité de l'aéroport international Don Muang de Bangkok. Les 52 passagers et membres d'équipage à bord, ainsi que 19 personnes au sol, ont été tués dans l'accident. À l’époque, cet accident est la catastrophe aérienne la plus meurtrière survenue en Thaïlande.

## Avion
L'appareil impliqué est un Boeing 707-366C (numéro de série 20763/871), qui a effectué son vol inaugural le 25 août 1973. Il était immatriculé SU-AXA et a été livré à EgyptAir et est entré en service le 20 septembre de la même année. Il était propulsé par quatre turboréacteurs à double flux Pratt & Whitney JT3D-7.

## Accident
À 20h30 GMT (03h30 heure locale), l'équipage du vol 864 a contacté le contrôleur d'approche, lui signalant être à 61 km de la balise radio de l'aéroport international Don Muang, à Bangkok. Lors de l'approche, la tour de contrôle indique aux pilotes que les conditions météorologiques sont normales, avec un plafond nuageux à une altitude de 980 pieds (300 m), une température de l'air de 25°C et un point de rosée de 24°C, une visibilité de 4 km et une pression atmosphérique sur l'aéroport de 1 007 mB. 
Ayant reçu le vecteur radar de la balise non directionnelle (NDB), l'équipage entame son approche vers la piste 21L, et le signale au contrôle aérien. Le contrôleur a autorisé le vol à effectuer son atterrissage et l'équipage a accusé réception de la transmission. Puis vers 03h45, le 707 s'est écrasé dans une usine de tissage, située dans une zone industrielle à deux kilomètres au nord-est de l'extrémité de la piste 21L. L'avion a explosé à l'impact et les 52 personnes à bord ont été tuées sur le coup. L'usine a également été détruite par le choc un incendie a suivi, faisant 19  victimes supplémentaires au sol.

## Enquête
L'enquête a déterminé qu'une erreur de pilotage est à l'origine de l'accident du vol 864. EgyptAir a affirmé que la tour de contrôle de l'aéroport de Bangkok a fourni à l'équipage des informations incorrectes concernant les conditions météorologiques présentes lors de l'approche. Les pilotes ont également réduit la vitesse verticale de l'appareil et n'ont ni surveillé correctement leur altitude, ni corrigé le taux de descente excessif lors de l'approche, conduisant l'avion à s'écraser avant le seuil de la piste. 